# Lophuromys kilonzoi
Lophuromys kilonzoi is een knaagdier uit het geslacht Lophuromys dat voorkomt in de bergen van Tanzania. De soort is gevonden in de Usambara- en Ulugurugebergtes en omliggende gebieden. L. chercherensis behoort tot het ondergeslacht Lophuromys. De soort is genoemd naar Bukheti Swahele Kilonzo van de Sokoine University of Agriculture in Mokoino (Tanzania). Volgens genetische gegevens van het mitochondriale gen cytochroom-b is L. kilonzoi het nauwste verwant aan een groep die de Ethiopische L. brunneus en de Tanzaniaanse soorten L. aquilus en L. verhageni omvat.
De totale lengte bedraagt 175 tot 224 (gemiddeld 201) mm, de kop-romplengte 115 tot 139 (126) mm, de staartlengte 50 tot 94 (75) mm, de achtervoetlengte 19,1 tot 23,9 (21,7) mm, de oorlengte 15,5 tot 21,7 (19,1) mm en het gewicht 40 tot 74 (55) g. De soort verschilt bij allerlei maten significant van verwante soorten.

## Verspreiding

Kaart